# Дискография Atreyu
Дискография американской металкор-группы Atreyu состоит из 8 студийных альбомов, 2 сборников, 6 мини-альбомов и 32 синглов.

## Студийные альбомы
| Название                                                                         | Информация о альбоме                                                                | Чарты | Чарты   | Чарты    | Чарты   | Чарты | Чарты | Чарты |
| Название                                                                         | Информация о альбоме                                                                | US    | US Rock | US Indie | US Heat | AUS   | CAN   | UK    |
| -------------------------------------------------------------------------------- | ----------------------------------------------------------------------------------- | ----- | ------- | -------- | ------- | ----- | ----- | ----- |
| Suicide Notes and Butterfly Kisses                                               | - Релиз: 4 января 2002 - Лейбл: Victory Records - Формат: CD                        | —     | —       | 30       | 37      | —     | —     | —     |
| The Curse                                                                        | - Релиз: 29 июня 2004 - Лейбл: Victory Records - Формат: CD, цифровая загрузка      | 32    | —       | 1        | —       | —     | —     | —     |
| A Death-Grip on Yesterday                                                        | - Релиз: 28 марта 2006 - Лейбл: Victory Records - Формат: CD, цифровая загрузка     | 9     | —       | 1        | —       | 49    | —     | 92    |
| Lead Sails Paper Anchor                                                          | - Релиз: 28 августа 2007 - Лейбл: Hollywood Records - Формат: CD, цифровая загрузка | 8     | 1       | —        | —       | 38    | —     | 61    |
| Congregation of the Damned                                                       | - Релиз: 27 октября 2009 - Лейбл: Hollywood Records - Формат: CD, цифровая загрузка | 18    | 8       | —        | —       | 39    | 22    | 116   |
| «—» указывает, что альбом не участвовал в чарте, или не выпускался в этой стране |                                                                                     |       |         |          |         |       |       |       |

## Сборники
| Название                 | Информация о альбоме                                                                  | Чарты | Чарты    |
| Название                 | Информация о альбоме                                                                  | US    | US Indie |
| ------------------------ | ------------------------------------------------------------------------------------- | ----- | -------- |
| The Best Of… Atreyu      | - Релиз: 23 января 2007 - Лейбл: Victory Records - Формат: CD, цифровая загрузка      | 103   | 6        |
| Muppets: The Green Album | - Релиз: 23 августа 2011 - Лейбл: Walt Disney Records - Формат: CD, цифровая загрузка | 8     | —        |

## Мини-альбомы
| Название                                         | Информация о альбоме                                                                 |
| ------------------------------------------------ | ------------------------------------------------------------------------------------ |
| Visions                                          | - Релиз: 1999 - Лейбл: Die Trying Records - Формат: CD                               |
| Fractures in the Facade of Your Porcelain Beauty | - Релиз: 20 ноября 2001 - Лейбл: Tribunal Records - Формат: CD                       |
| Covers of the Damned                             | - Релиз: 12 октября, 2010 - Лейбл: Hollywood Records - Формат: CD, цифровая загрузка |

## Синглы
| 2002                                                                            | «Ain’t Love Grand»      | —   | —  | —  | Suicide Notes and Butterfly Kisses |
| 2003                                                                            | «Lip Gloss and Black»   | —   | —  | —  | Suicide Notes and Butterfly Kisses |
| 2004                                                                            | «Bleeding Mascara»      | —   | —  | —  | The Curse                          |
| 2004                                                                            | «Right Side of the Bed» | —   | —  | —  | The Curse                          |
| 2005                                                                            | «The Crimson»           | —   | —  | —  | The Curse                          |
| 2006                                                                            | «Her Portrait in Black» | —   | —  | —  | Underworld: Evolution саундтрек    |
| 2006                                                                            | «Ex's and Oh's»         | —   | 25 | —  | A Death-Grip on Yesterday          |
| 2006                                                                            | «The Theft»             | —   | —  | —  | A Death-Grip on Yesterday          |
| 2007                                                                            | «Shameful»              | —   | —  | —  | A Death-Grip on Yesterday          |
| 2007                                                                            | «Becoming the Bull»     | 119 | 5  | 11 | Lead Sails Paper Anchor            |
| 2007                                                                            | «Doomsday»              | —   | —  | —  | Lead Sails Paper Anchor            |
| 2008                                                                            | «Falling Down»          | 115 | 5  | 3  | Lead Sails Paper Anchor            |
| 2008                                                                            | «Slow Burn»             | —   | 16 | 16 | Lead Sails Paper Anchor            |
| 2009                                                                            | «Storm to Pass»         | —   | 20 | 40 | Congregation of the Damned         |
| 2010                                                                            | «Lonely»                | —   | —  | —  | Congregation of the Damned         |
| 2010                                                                            | «Gallows»               | —   | —  | —  | Congregation of the Damned         |
| «—» указывает, что сингл не участвовал в чарте, или не выпускался в этой стране |                         |     |    |    |                                    |